# اوستروف و ماتسوخی
اوستروف و ماتسوخی (به چکی: Ostrov u Macochy) یک منطقهٔ مسکونی در جمهوری چک است که در ناحیه بلانسکو واقع شده‌است. اوستروف و ماتسوخی ۸٫۸۴ کیلومتر مربع مساحت و ۱٬۰۷۶ نفر جمعیت دارد و ۴۸۵ متر بالاتر از سطح دریا واقع شده‌است.